# 黄劲松
黄劲松 (1962年8月—)，中华人民共和国教育部长江学者讲座教授，香港科技大学数学系教授，主要从事表示论、李群与非交换调和分析等方面的研究工作。

## 生平
黄劲松先后任教于北京大学、麻省理工学院，1993年起在香港科技大学任教。